# Сазанівка (Курська область)
Сазанівка  (рос. Сазановка) — село в Пристенському районі Курської області Російської Федерації.
Населення становить 405 осіб. Входить до складу муніципального утворення Сазановська сільрада.

## Історія
Населений пункт розташований на території українського етнічного та культурного краю Східна Слобожанщина.
Від 2004 року входить до складу муніципального утворення Сазановська сільрада.

## Населення
| 2002 | 2010 |
| ---- | ---- |
| 570  | ↘405 |